# Lojze Bratuž
Lojze Bratuž (nom italianisé : Luigi Bertossi) est un chef de chœur et compositeur slovène d'Italie. Tué par les squadristes, il est considéré sur le Littoral slovène comme un héros de la lutte contre les fascistes italiens.

## Biographie
Lojze Bratuž est né dans une famille de langue slovène dans la ville de Goritz, alors centre du comté austro-hongrois princier de Gorizia et Gradisca. Il fit ses études dans les écoles slovènes de la ville et choisit une carrière dans la musique.
Après l'annexion du Littoral slovène et des régions adjacentes de la Carniole-Intérieure au royaume d'Italie par le traité de Rapallo en 1920, Bratuž resta fidèle à ses origines slovènes et résista à l'italianisation forcée de la région, qui était peuplée d'une majorité de Slovènes. Dans un premier temps, il enseigna le chant et fut chef de chœur dans le village de Šmartno (en), dans les collines de Gorizia, au nord de Gorizia, puis dans un petit séminaire de Gorizia. En 1929, il fut brièvement emprisonné par les autorités fascistes en raison de son patriotisme slovène. En 1930, il fut nommé coordinateur des chorales d'église de la région de Gorizia par l'archevêque de Gorizia, François Borgia Sedej Il dirigea les seules chorales en slovène autorisées par les autorités de la région de Gorizia (dans les collines de Gorizia, la vallée de la Vipava, la vallée de la Soča italienne et le plateau du Karst). 
Le 27 décembre 1936, un groupe de fascistes enleva Bratuž à Piedimonte del Calvario (it) (aujourd'hui banlieue de Gorizia) immédiatement après la messe, où il dirigea une chorale. Il fut emmené dans un bâtiment voisin, où il fut brutalement battu et forcé de boire de l'huile de ricin mélangée à de l'essence et de l'huile de moteur. Il ne put pas se remettre de cet empoisonnement et mourut un mois et demi plus tard à l'hôpital central de Gorizia. Quelques jours avant sa mort, ses partisans se rassemblèrent sous la fenêtre de l'hôpital, chantèrent une chanson slovène, puis s'enfuirent avant que les autorités ne pussent les arrêter. Ainsi, Lojze Bratuž est rapidement devenu un symbole de la persécution fasciste des Slovènes dans la Marche julienne.
Au cours de sa vie, Bratuž mit en musique plusieurs poèmes et les arrangea pour des chœurs. Aujourd'hui, un chœur mixte slovène de Gorizia et un centre culturel slovène à Gorizia portent son nom.
Il fut marié à la poétesse Ljubka Šorli (sl). Leur fille, Lojzka Bratuž (it), est une auteure et une militante des organisations de la minorité slovène en Italie.

## Sources
- Slovenska biografija (sl) : Bratuž, Lojze (1902–1937)
- Ognjišče : Lojze Bratuž